# 寝られなアニメ
『寝られなアニメ』（ねられなアニメ）は、東北放送（tbcテレビ）で金曜未明（木曜深夜）（2023年9月までは水曜未明（火曜深夜））に放送されていた宮城ローカル深夜アニメの放送枠。

## 概要
2020年春から設けられ、主にTBS系列やテレビ東京系列で放送された深夜アニメが編成されていた。
本枠が設置される以前にも、東北放送（以下本局）では『らき☆すた』や『ジョジョの奇妙な冒険』シリーズを放送するなど、幾つか深夜アニメを放送していた。また、1997年に毎日放送で放送された『フォーチュン・クエストL』を遅れネットで放送されている。また、本局は『砂ぼうず』や『RAY THE ANIMATION』で中部日本放送（現・CBCテレビ）、北海道放送、RKB毎日放送と共に製作委員会に参加した実績がある。
2023年10月13日より金曜（木曜深夜）0:26 - 0:56に放送時間が移動したが、2024年3月29日を以て終了した。同年4月以降も本局での深夜アニメの放送自体は継続しているが、枠名称は使用されていない。

### ジングルの扱いについて
本枠は先に述べた通り、『アニメリコ』（TBS製作・製作参加） / 『アニメイズム』（MBS製作・製作参加）で放送された（放送する）テレビアニメを放送しているが、これらの枠には番組冒頭にジングルが流される。本枠ではそれらジングルの扱い方としては概ね以下の傾向が見られる（ただし実際にその様なフォーマットが存在するかについては未確認）。
- 『アニメリコ』 - ジングルありで放映される。
- 『アニメイズム』 - ジングルを削除して放映される。

## 放送作品一覧
放送時間は金曜 0:26 - 0:56（木曜深夜）（2023年9月までは水曜 1:00 - 1:30（火曜深夜）に放送）。
| 作品名                                     | 放送期間                      | 製作局 or 放送形態    | 字幕 | 備考                                          |
| ------------------------------------------ | ----------------------------- | --------------------- | ---- | --------------------------------------------- |
| 五等分の花嫁                               | 2020年4月15日 - 7月1日        | TBSテレビ             | ×    |                                               |
| 波よ聞いてくれ                             | 2020年7月8日 - 9月23日        | 毎日放送              | ×    |                                               |
| ハイキュー!! TO THE TOP（第2クール）       | 2020年10月7日 - 12月23日      | 毎日放送              | ×    | 第1クールは『スーパーアニメイズム』枠で放送。 |
| やはり俺の青春ラブコメはまちがっている。完 | 2021年1月6日 - 3月24日        | TBSテレビ             | ○    | 第1・2期は未放送。                            |
| ホリミヤ                                   | 2021年3月31日 - 6月23日       | 毎日放送              | ×    |                                               |
| シャドーハウス                             | 2021年6月30日 - 9月22日       | TOKYO MX BS朝日 WOWOW | ×    |                                               |
| プラチナエンド                             | 2021年10月20日 - 2022年4月6日 | TBSテレビ BS11        | ○    |                                               |
| SPY×FAMILY（Season1、第1クール）           | 2022年4月13日 - 6月29日       | テレビ東京            | ×    |                                               |
| パリピ孔明                                 | 2022年7月6日 - 9月21日        | 毎日放送              | ×    |                                               |
| SPY×FAMILY（Season1、第2クール）           | 2022年10月5日 - 12月28日      | テレビ東京            | ×    |                                               |
| ポプテピピック（第2期）                    | 2023年1月11日 - 3月29日       | UHFアニメ             | ×    | 第1期は未放送。                               |
| 地獄楽                                     | 2023年4月19日 - 7月12日       | テレビ東京            | ×    |                                               |
| おかしな転生                               | 2023年7月19日 - 9月27日       | テレビ東京 （幹事局） | ×    | 2023年9月27日は11話と12話連続放送             |
| SPY×FAMILY（Season2）                      | 2023年10月13日 - 12月29日     | テレビ東京            | ×    |                                               |
| 30歳まで童貞だと魔法使いになれるらしい     | 2024年1月19日 - 3月29日       | テレビ東京            | ×    |                                               |